# Nicholas George Carr

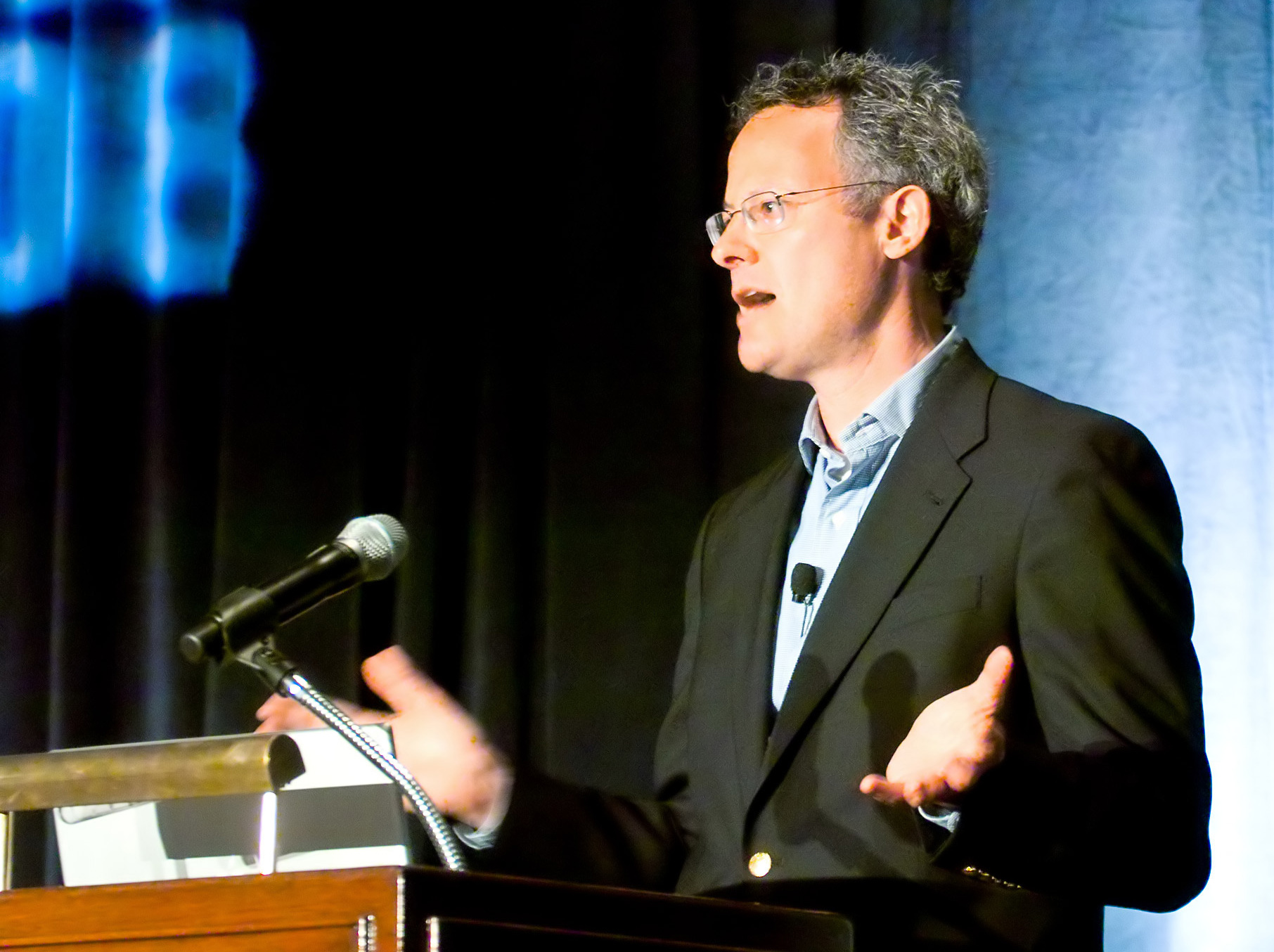
Nicholas Carr habla en la decimosegunda edición de la Conferencia Anual telecosmos Gilder/Forbes. Resort Sagamore en Lake George, Nueva York el 28 de mayo de 2008

Nicholas George Carr es un escritor estadounidense que ha publicado libros y artículos sobre tecnología, negocios y cultura.

## Biografía
Nacido en 1959 en Estados Unidos de América. Cursó estudios universitarios en la Universidad de Darmouth y en la Universidad de Harvard. Trabajó como editor ejecutivo de la  Harvard Business Review. En enero de 2008 Carr se convirtió en miembro del consejo editorial de la Enciclopedia Británica.

## Áreas de estudio

### Las tecnologías de la información y la empresa
Carr se hizo famoso con su artículo 'No importa' publicado en 2003 en Harvard Business Review y en 2004 con el libro Las tecnologías de la información ¿son realmente una ventaja competitiva? publicado en inglés por Harvard Business School Press y en español por Empresa Activa. En estos trabajos el autor argumenta que la importancia estratégica de las tecnologías de la información en los negocios ha disminuido conforme las IT se han ido convirtiendo en unas tecnologías familiares, estandarizadas y más baratas. Sus ideas irritaron la industria de las tecnologías de la información, produciendo acaloradas polémicas con, entre otros, ejecutivos de Microsoft, Intel, Hewlett-Packard y otras compañías líderes del sector.
En 2005, Carr publicó el controvertido artículo 'El fin de la computación corporativa' en la MIT Sloan Management Review. En el artículo argumenta que en el futuro las compañías comprarán tecnologías de la información como un servicio proporcionado por proveedores externos.

### Impacto de las tecnologías de la información en la sociedad
El segundo libro de Carr, El gran interruptor. El mundo en red, de Edison a Google, publicado en 2008 por W. W. Norton & Company y en español por Ediciones Deusto, analiza las consecuencias sociales y económicas del aumento de la computación en la nube. Para ello lo compara con el desarrollo de la red eléctrica a principios del siglo XX y establece analogías. Para él en ambos casos el progreso surge con la posibilidad de enviar a gran distancia a través de una red. En un caso electricidad y en el otro información. Al poder enviar a gran distancia ya no es necesario que cada centro de producción por sus propios medios deba producir la energía o gestionar la información.

### Impacto que las tecnologías de la información tienen en el cerebro
En el verano de 2008 la revista The Atlantic publicó el artículo '¿Está Google haciéndonos estúpidos?' como la historia de portada de su anuario. En él critica el efecto que está teniendo Internet en el conocimiento. El artículo ha sido leído y debatido ampliamente tanto en los medios como en la blogosfera. El principal argumento de Carr es que Internet puede tener efectos perjudiciales en el pensamiento que dañan la capacidad de concentración y contemplación.
En 2010 Carr publica el libro ¿Qué está haciendo Internet con nuestras mentes? Superficiales que desarrolla este argumento más en profundidad. Este libro apareció en la lista de superventas del New York Times en la categoría de no ficción y fue nominado en 2011 para el Premio Pulitzer en la categoría de no ficción. Ha sido traducido a 17 idiomas.

### Críticas a las redes de trabajo mancomunado voluntario
Carr ha sido crítico con el utopismo tecnológico y en particular las llamadas redes de trabajo mancomunado voluntario  (Commons-based peer production). En 2005 en su blog  publicó el ensayo 'La amoralidad de la web 2.0'. En él critica la calidad de los voluntarios de los proyectos de información de la web 2.0, como la Wikipedia y la blogosfera. Argumenta que este tipo de proyectos podían haber tenido un efecto negativo en la sociedad desplazando a alternativas profesionales más caras. En respuesta a la crítica de Carr, el cofundador de Wikipedia Jimmy Wales admitió que los artículos de Wikipedia  señalados por Carr eran ', francamente,  una vergüenza horrible' y le solicitaba recomendaciones para mejorar la calidad de la Wikipedia.
En mayo de 2007, Carr argumentaba que la dominación de las páginas de la Wikipedia en muchas búsquedas la convertía en una fuente hegemónica de información y les daba cierto grado de autoridad. La existencia de sitios hegemónicos como Wikipedia, Google, Facebook o Twitter reduce la cantidad de fuentes de información que se usan. Hay una concentración del tráfico. Esto no significa que haya menos sitios disponibles, lo cual no es verdad. Lo que significa es que cada vez más sólo utilizamos un pequeño número de megasitios que van aglutinando la gran mayoría de las búsquedas de información. Internet se está convirtiendo en un puñado de enormes 'plantaciones de información'.
En agosto de 2007 Carr acuñó el término wikícrata (del inglés wikicrats), una descripción peyorativa de los administradores de Wikipedia. Este término forma parte de un ensayo que critica los comportamientos y tendencias vistos en la Wikipedia. Carr observa que los administradores de Wikipedia tienen tendencia a desarrollar unos sistemas de reglas cada vez más elaborados y complejos. Esto provoca la aparición de una burocracia  o casta.
En 2008, Carr hizo una aportación significativa a la revista "The Atlantic", en el artículo "Why Is Google Making Us Stupid?". En ese escrito, el autor habla sobre cómo la forma como está construida la red, además de la manera como leemos ese contenido, la cultura se está volviendo superficial a través de las búsquedas en Internet, porque los usuarios se quedan únicamente con la información más rápida y sencilla que puedan obtener. Por ejemplo, si alguien está interesado en el neofascismo, esa persona buscará el tema en Google y se conformará con sólo saber la información de una página web, en lugar de leer un libro con un panorama analítico sobre esto. También, Carr menciona que, aunque queramos serlo, no somos personas "multitasking", porque cuando hacemos diversas tareas al mismo tiempo no le hacemos ninguna a la perfección, sino varias tareas a medias.